# Autoserica benigna
Autoserica benigna är en skalbaggsart som beskrevs av Brenske 1901. Autoserica benigna ingår i släktet Autoserica och familjen Melolonthidae. Inga underarter finns listade.